# Compacta (police de caractères)
Pour les articles homonymes, voir Compactus, Compacta, Compactum.
Compacta est une police de caractères sans empattements dessinée en 1963 par Fred Lambert pour Letraset, dont c’est le tout premier caractère original.